# Mrągowo
Mrągowo (en alemán Sensburg) es una ciudad situada en la región de Masuria en Polonia. Mrągowo fue fundada en 1348. Hoy es más famosa por el Piknik Country, el festival de música country.